# Fontaine-Lavaganne
Fontaine-Lavaganne là một xã thuộc tỉnh Oise trong vùng Hauts-de-France tây bắc nước Pháp. Xã này nằm ở khu vực có độ cao trung bình 134 mét trên mực nước biển.